# Daniel Thioune
Daniel Moustapha Thioune (Georgsmarienhütte, 21 juli 1974) is een voetbaltrainer met zowel de Duitse als de Senegalese nationaliteit. Hij is een voormalig profvoetballer, en werd in februari 2022 hoofdtrainer bij Fortuna Düsseldorf.

## Spelersloopbaan
Thioune kwam tijdens zijn carrière uit voor verschillende Duitse clubs, waaronder Rot Weiss Ahlen, VfB Lübeck en VfL Osnabrück. Bij de drie genoemde clubs was hij actief in de 2. Bundesliga. In 2010 beëindigde hij zijn carrière na een zware blessure. 

## Trainersloopbaan
Thioune begon zijn trainersloopbaan in 2010 als assistent van de Nederlander Arie van Lent bij het in de 3. Liga spelende Rot Weiss Ahlen. Doordat de club failliet ging werd hij scout bij Rot-Weiß Erfurt. Na één seizoen werd hij actief als trainer in de jeugdafdeling van VfL Osnabrück. Hij eindigde bij deze club uiteindelijk bij het eerste elftal om in 2020 de overstap te maken naar Hamburger SV. Na zijn ontslag bij de Noord-Duitse club vervolgde hij zijn loopbaan in 2020 bij Fortuna Düsseldorf.

### VfL Osnabrück
In het seizoen 2013/14 stond Thioune voor het eerst op eigen benen bij de onder 17. Op 11 augustus tijdens de met 3-2 verloren uitwedstrijd tegen de leeftijdsgenoten van VfL Wolfsburg zat hij voor de eerste keer op de bank. Hij promoveerde met deze leeftijdscategorie naar B-Junioren Bundesliga. Een kleine twee jaar later maakte hij in het seizoen 2015/16 de overstap naar de onder 19. Hij werd de opvolger van de naar de eerste selectie overgestaptte Joe Enochs. Halverwege zijn eerste seizoen bij de A-junioren haalde hij in maart op de Hennes Weisweiler Academie onder leiding van Frank Wormuth zijn trainerslicentie. Hij zat samen met onder andere Julian Nagelsmann, Domenico Tedesco en Pellegrino Matarazzo in de opleiding. Bij de A-junioren gelukte het hem eveneens om in zijn eerste jaar naar de Bundesliga te promoveren. In oktober 2017 werd hij gevraagd om tijdelijk de ontslagen Enochs bij het eerste elftal te vervangen. Ondanks dat maar een van de vijf wedstrijden werd gewonnen maakte hij een maand later de definitieve overstap en liet hij zijn rol als jeugdtrainer achter zich. In de jeugd had hij onder andere Steffen Tigges, Anton Stach en  Felix Agu onder zijn hoede.
Op 13 oktober 2017 was Thioune tijdens de thuiswedstrijd tegen 1. FC Magdeburg in de 3. Liga voor de eerste keer eindverantwoordelijk voor een elftal in het profvoetbal. De wedstrijd aan de Bremer Brücke werd met 0-2 verloren. Bij zijn aantreden stond Osnabrück op de 18e plaats. Uiteindelijk lukte het Thioune om zich met zijn ploeg te handhaven. In zijn tweede seizoen (2018/19) werd hij kampioen met Osnabrück, waarna promotie naar de 2. Bundesliga volgde. Dit werd beloond met een contractverlenging tot 2020. In zijn derde seizoen (2019/2020) stond hij als promovendus na 34 wedstrijden op de 13e plaats waardoor men zich moeiteloos wist te handhaven op het tweede niveau in Duitsland. Deze prestatie trok de aandacht waardoor hij zijn loopbaan bij Hamburger SV vervolgde.

### Hamburger SV
In de zomer van 2020 ondertekende Thioune een tweejarig contract bij de Noord-Duitse club. Hij werd de opvolger van Dieter Hecking die het niet was gelukt om de Hamburger club terug te brengen naar de Bundesliga. Met het aantrekken van Simon Terodde, Toni Leistner en Moritz Heyer werd stevig geïnvesteerd om in het seizoen 2020/21 wel de promotie te gaan maken naar het hoogste Duitse niveau. Op 14 september 2020 zat Thioune voor de eerste keer op de bank bij de Hamburger club tijdens de eerste ronde voor de DFB-Pokal. De uitwedstrijd tegen Dynamo Dresden in het DDV-Stadion werd met 4-1 verloren. Thioune kende een goede start van de competitie. De eerste vijf wedstrijden werden gewonnen. In de zesde speelronde liep hij tegen zijn eerste puntverlies aan tijdens de thuiswedstrijd tegen aartsrivaal FC St. Pauli. Mede door twee doelpunten van de nieuwe aanwinst Terodde werd met 2-2 gelijkgespeeld. In de daaropvolgende wedstrijden bleef de wisselvalligheid troef maar na de 3-1 overwinning op Jahn Regensburg tijdens de eerste wedstrijd in 2021 stond Thioune met Die Rothosen op de eerste plaats. Men hield gedurende de gehele tweede helft van de competitie zicht op promotie zelfs toen men vanaf de 25e competitieronde vijf wedstrijden op rij niet wist te winnen. Om het tij te keren werd na het 1-1 gelijke spel op de 30ste speeldag tegen Karlsruher SC Thioune ondanks de derde plaats ontslagen en opgevolgd door clublegende Horst Hrubesch. Hij lukte de voormalige spits van het Duitse elftal eveneens niet om promotie naar de Bundesliga te bewerkstelligen.

### Fortuna Düsseldorf
In februari 2022 tekende Thioune een contract bij Fortuna Düsseldorf tot 2023. Hij werd de opvolger van de wegens slechte resultaten ontslagen Christian Preußer. Düsseldorf stond op dat moment op 16e plaats in de 2. Bundesliga. Onder Thioune werd een opmars ingezet te beginnen met zijn debuut wedstrijd. In het eigen Merkur Spiel-Arena werd met 2-1 gewonnen van Schalke 04. De elf daaropvolgende wedstrijden werd niet verloren waardoor Thiuone met Düsseldorf op een veilige tiende plaats eindigde. Om een gooi naar promotie te doen werden in het seizoen 2022/23 onder andere de Nederlanders Jorrit Hendrix en Jordy de Wijs aangekocht. Met een vierde plaats eindigde Düsseldorf net buiten de prijzen. In zijn tweede volledige seizoen (2023/24) was Thioune erg succesvol. In de DFB-Pokal werd de halve finale gehaald. Met een 4-0 nederlaag in de BayArena was Bayer Leverkusen een maatje te groot. In de competitie werd na een sterke tweede seizoenshelft een derde plaats bereikt waarna promotiewedstrijden volgden tegen VfL Bochum. In de eerste wedstrijd in het Vonovia Ruhrstadion in Bochum werd met een 0-3 overwinning een eerste stap gezet.

## Persoonlijk
Thioune werd geboren als zoon van een Senegalese vader en een Duitse moeder. Na zijn jeugd ging hij  sport- en onderwijswetenschappen studeren aan de universiteit van Vechta. Hij is getrouwd en heeft twee kinderen.

## Erelijst
Trainer:
| 2. Bundesliga | 1x | 2018/19 |

## Statistieken
| Van                        | Tot        | Club               | Duels | W  | G  | V  | Pt  | Ratio |
| -------------------------- | ---------- | ------------------ | ----- | -- | -- | -- | --- | ----- |
| 17.11.2017                 | 28.06.2020 | VfL Osnabrück      | 105   | 39 | 32 | 34 | 149 | 1,42  |
| 14.09.2020                 | 29.04.2021 | Hamburger SV       | 32    | 14 | 10 | 8  | 52  | 1,63  |
| 13.02.2022                 |            | Fortuna Düsseldorf | 91    | 49 | 22 | 20 | 169 | 1,86  |
| Bijgewerkt tot 24 mei 2024 |            |                    |       |    |    |    |     |       |